# Hypsodontyzm
Hypsodontyzm – w klasyfikacji uzębienia ssaków oznacza zęby o krótkich korzeniach, wysokiej, masywnej koronie, rosnące przez całe życie. Przeciwieństwem jest uzębienie brachiodontyczne.